# Eerste klasse 1981-82 (basketbal België)
Het seizoen 1981-1982 was de 35e editie van de hoogste basketbalcompetitie.
Sunair BC Oostende werd overtuigend voor de tweede kampioen. Net als vorig seizoen werd de dubbel met de beker van België binnengehaald. TV-Express Merksem en RUS Mariembourg waren de nieuwkomers. Eveil Monceau verhuisde voor het seizoen naar Marchienne, evenwel zonder veel succes op het einde van het seizoen eindigden men op een degradatieplaats en zat men met een financiële put, zodat men de activiteiten stopte

## Eindstand
|  |    |                              | P  | W  | V  | G | Ptn |
|  | -- | ---------------------------- | -- | -- | -- | - | --- |
|  | 1  | Sunair BC Oostende           | 26 | 22 | 4  | 0 | 44  |
|  | 2  | BC Toptours Aarschot         | 26 | 20 | 6  | 0 | 40  |
|  | 3  | Racing Antwerp BBC           | 26 | 18 | 8  | 0 | 36  |
|  | 4  | CEP Fleurus                  | 26 | 18 | 8  | 0 | 36  |
|  | 5  | Royal Anderlecht             | 26 | 17 | 9  | 0 | 34  |
|  | 6  | C Avanti Basket Brugge       | 26 | 16 | 10 | 0 | 32  |
|  | 7  | R. Standard Boule D'Or Liège | 26 | 12 | 14 | 0 | 24  |
|  | 8  | Maes Pils Mechelen           | 26 | 12 | 14 | 0 | 24  |
|  | 9  | BBC Hellas Gent              | 26 | 10 | 16 | 0 | 20  |
|  | 10 | RUS Mariembourg              | 26 | 10 | 16 | 0 | 20  |
|  | 11 | SFX Verviers                 | 26 | 10 | 16 | 0 | 20  |
|  | 12 | TV-Express Merksem BC        | 26 | 9  | 17 | 0 | 18  |
|  | 13 | Eveil Monceau                | 26 | 7  | 19 | 0 | 14  |
|  | 14 | St.-Truiden BB               | 26 | 1  | 25 | 0 | 2   |

## Play offs
- Best of three

BC Toptours Aarschot - CEP Fleurus 77-69
CEP Fleurus - BC Toptours Aarschot 74-76
Maes Pils Mechelen - Eveil Monceau 81-62
Sunair BC Oostende - RC Antwerp BBC 84-69
RC Antwerp BBC- Sunair BC Oostende 71-75
Sunair BC Oostende - Royal Anderlecht 91-80
- Best of five

Sunair BCO - BC Toptours Aarschot 99-92
BC Toptours Aarschot - Sunair BCO 100-79
Sunair BCO - BC Toptours Aarschot 81-79
BC Toptours Aarschot - Sunair BCO 76-74
Sunair BCO - BC Toptours Aarschot 96-77
1928 · 1929 · 1930 · 1931 · 1932 · 1933 · 1934 · 1935 · 1936 · 1937 · 1938 · 1939 · 1940 · 1941 · 1942 · 1943 · 1944 · 1945 · 1946 · 1947 · 1948 · 1949 · 1950 · 1951 · 1952 · 1953 · 1954 · 1955 · 1956 · 1957 · 1958 · 1959 · 1960 · 1961 · 1962 · 1963 · 1964 · 1965 · 1966 · 1967 · 1968 · 1969 · 1970 · 1971 · 1972 · 1973 · 1974 · 1975 · 1976 · 1977 · 1978 · 1979 · 1980 · 1981 · 1982 · 1983 · 1984 · 1985 · 1986 · 1987 · 1988 · 1989 · 1990 · 1991 · 1992 · 1993 · 1994 · 1995 · 1996 · 1997 · 1998 · 1999 · 2000 · 2001 · 2002 · 2003 · 2004 · 2005 · 2006 · 2007 · 2008 · 2009 · 2010 · 2011 · 2012 · 2013 · 2014 · 2015 · 2016 · 2017 · 2018 · 2019 · 2020 · 2021